# Dawid Szymonowicz
Dawid Szymonowicz (* 7. července 1995, Lidzbark Warmiński, Polsko) je polský fotbalový záložník a obránce. Byl mládežnickým reprezentantem do 20 let, od ledna 2016 je hráč klubu Jagiellonia Białystok, od září 2017 na hostování ve slovenském mužstvu FC ViOn Zlaté Moravce – Vráble. Nastupuje na postu defenzivního záložníka nebo stopera (středního obránce).

## Klubová kariéra
- Polonia Lidzbark Warmiński (mládež)[1]
- DKS Dobre Miasto (mládež)[1]
- Stomil Olsztyn (mládež)[1]
- Stomil Olsztyn 2013–2015
- Jagiellonia Białystok 2016–
- →  FC ViOn Zlaté Moravce – Vráble (hostování) 2017[2][3]

## Reprezentační kariéra
Dawid Szymonowicz odehrál v roce 2015 čtyři zápasy v dresu polské reprezentace do 20 let.